# Gisela (filla de Lluís el Tartamut)
Gisela fou una princesa carolíngia filla de Lluís el Tartamut o el Quec, rei de França i d'Ansgarda. La seva existència és coneguda per un diploma no datat del seu germà el rei Carloman II que cedeix béns per al descans de l'ànima de «Gislae sororis nostrae ejusque uxoris, in comitatu Trecassino». Es va casar amb Robert I, comte de Troyes, però es creu que no va tenir fills. Va morir entre 879 i 884.